# KISAKI
KISAKI（きさき、本名:松浦忠史 1976年3月10日 - ）は、和歌山県海南市出身の日本のベーシスト、音楽プロデューサー、実業家としてMatina、UNDER CODE PRODUCTION代表を務め、全国各地100バンド以上のヴィジュアル系バンドのプロデュースを行っている。2008年8月31日 大阪国際交流センターワンマン公演にて15年にわたる音楽活動を一度引退し、プロデュース活動に専念するが、2010年に新バンド「凛」を結成し、音楽家としての活動を再開する。多数の音源や海外公演を経て2013年6月30日、大阪BIG CATワンマン公演を以て無期限活動休止に入る。2014年6月1日から自身の担当するベース以外のパートを一新させ「凛」復活、第二章としてスタートするが2016年3月20日、なんばHatchにて解散。2018年MIRAGE、AKIRA加入後20周年イヤーとして一年間期間限定活動。

## 略歴

### 1990年代
- 1993年よりいくつかのバンドを経て、1995年にStella Mariaに加入。加入後、大阪アムホールワンマン(500名動員)を決行。1995年、La:Sadie's（現DIR EN GREYのメンバー4人が在籍）を結成。1996年1月15日 大阪アムホールのライブを以て解散。完売。
- 1997年1月、MIRAGEを結成。11月1日、レーベルMatinaを設立。

### 2000年代
- 2000年1月、Syndromeを結成。
- 2003年3月、レーベルUNDER CODE PRODUCTIONを設立。この頃KISAKI PROJECT feat.樹威を結成。
- 2004年11月1日、Phantasmagoria結成。
- 2007年4月5日 公式サイト上で「2007年8月31日、バンド活動の引退」を表明。8月31日、大阪国際交流センターでのワンマンライブをもってバンド活動を引退。プロデュース業に専念。10月31日、ラストシングル「memory of tears〜忘却の落陽に映る情景〜」リリース。ボーカルにはヴィドールのジュイを起用。
- 2008年4月5日、テレビ大阪にてKISAKI完全プロデュース特番「VISUAL ROCK GATE」を開始、6月27日を以て放送終了。5月3日、東京・味の素スタジアム「hide memorial summit」にてPhantasmagoria限定復活公演開催（共演：hide with Spread Beaver / T.M.Revolution / DJ OZMA / RIZE / マキシマム ザ ホルモンetc）。7月23日、KISAKI SOLO WORKS SPECIAL EDITION「The Solitude Songs」発表。ゲストボーカルはジュイ。8月30日、大阪城野外音楽堂にて「SHOCK WAVE in 大阪城野音」にてPhantasmagoriaがメインアクトを務める。8月31日、SHIBUYA-AXにてPhantasmagoria復活＆解散ライブ「forbidden -INSANITY of the UNDERWORLD-」を開催。即日完売。
- 2009年4月11日、渋谷O-WESTにてファッション雑誌『men's SPIDER』 PRESENTS「融合と革命の嵐」というイベントにて同雑誌のモデル達によるバンド「メンズスパイダーバンド」へ、「GOKAN」という楽曲の提供及び、同バンドのプロデュースを行う。4月29日発売、伊集院明朗率いるFLESH FOR FLANKENSTEINに清春をゲスト・ボーカルに迎えたSUPER BEST ALBUM「DJ FLANKEN STEIN」発表、発売記念イベントプロデュースを手掛ける。年6月27日、東京キネマ倶楽部にて開催されたKneuklid Romance一日復活公演のプロデュースを行う。このイベントの開催に合わせて、Kneuklid Romance限定復活記念音源シングル「SHINE」制作、MEMORIAL BEST BOX「Kneuklid Romance-Phantom〜phantom of the 10th year-」のプロデュースを行う。同バンドの楽曲「Fantastic idea」をカバーする。年8月23日、大阪服部緑地野外音楽堂にて開催された 「Bands Shock REVOLUTION 〜びじゅある祭2009〜」へ当日限定スペシャル・バンド「妃&B.S.Revolution」を率いメインアクトで出演を果たす。9月9日、真矢とのコラボレートプロジェクト「Seven」のデビュー作「キラーチューン」へ楽曲提供を行う。10月3日 渋谷C.C.Lemonホールにて開催されたSeven初ライブとなる主催イベント「ヴィジュアル大フィーバー」へ友情出演。12月31日-2010年1月1日 東京キネマ倶楽部にて開催されたUNDER CODE PRODUCTION初の関東カウントダウンイベント「首都制圧 2009〜2010」にスペシャルゲストバンド「Phantasmagoria」として出演し期間限定復活活動を表明。

### 2010年代
- 2010年2月1日 UNDER CODE PRODUCTION公式サイト上で、新バンド結成による音楽活動の再開を表明。4月6日 新バンド凛-the end of corruption world-の結成をもって、バンド活動を再開。5月1日 KISAKI復活記念特別番組「MONOLOGUE」放送。5月23日 なんばHatchにて開催された「Over the Edge'10 ＠OSAKA」にて凛初ライブ。
- 2011年4月30日 大阪BIG CAT&OSAKA MUSE二会場同時で東日本大震災チャリティーライブ「UNITED LINK for JAPAN」を主催。1500人動員。6月18日 大阪BIG CATにて凛1st Anniversary Festival「an epidemic of "OVERTURE"」を開催するが特効トラブルにより開始3分で中止。8月7日 大阪BIG CATにて凛1st Anniversary Festival Oneman Live「an epidemic of "OVERTURE"」振替公演を開催。8月31日 凛1st フルアルバム「Independent "MAZE"」を2TYPE同時発売。9月14日 東日本大震災チャリティープロジェクトCD「BLUE PLANET JAPAN」に参加。11月27日 赤坂BLITZにてKISAKIプロデュースによる90年代ビジュアルシーンを一世風靡したアーティスト、バンドを集めたイベント「輪‧廻‧転‧生〜A RETURN of "VISUAL MONSTER"〜」を開催、KISAKI PROJECT feat.砂月としてメインアクトで出演。サポートメンバーにG.JACK(ex.Gilles de Rais)&Yoshitsugu(ex.Eins:Vier) Ds.HAYATO(ex.Moi dix Mois)。完売。
- 2012年3月1日 フルアルバム「VALUE-EXCLAIM」、ライブDVD「Independent "MAZE" FILM」同時発売。3月10日 東京キネマ倶楽部にて主催イベント「the shadow of envy」 開催。4月30日 大阪BIG CATにて主催イベント「the shadow of envy」 開催。5月20日 SHIBUYA-REXにて2nd ANNIVERSARYワンマン公演「VALUE-EXCLAIM」開催。5月27日 大阪ROCKTOWNにて2nd ANNIVERSARYワンマン公演「VALUE-EXCLAIM」開催。6月27日 オムニバスCD「CRUSH!3-90's V-Rock best hit cover LOVE songs-」参加。6月29日 上海KENTO'S CLUBで開催されたヴィジュアル系フェスにKISAKIゲスト出演。8月31日 KISAKIが主催するUNDER CODE PRODUCTIONの解体を表明。9月5日 フルアルバム完全盤「AWAKING from -Independent "MAZE"-」LIVE DVD「VALUE-EXCLAIM FILM」同時発売。9月17日 OSAKA MUSEを皮切りにCD&DVD発売記念東名阪主催イベント「AWAKING from -Independent "MAZE"-」を開催。11月21日 ミニアルバム「The Psalms and Lamentations」発売。12月1日・2日 新宿ACB HALLにてCD発売記念ワンマン公演2DAYS「The Psalms and Lamentations」開催。無期限活動休止を発表。
- 2013年1月8日 MIZUKI(G)失踪の為脱退。3月10日 大阪BIG CATにてKISAKIバンド活動20周年記念イベント 「C'est la vie〜REMAIN OF THE 2OTH YEARS HISTORY〜」開催。3月13日 オムニバスCD「BRAND NEW WAVE」参加。3月14日 オムニバスCD「High Style Paradox 2003〜2013」参加。3月16日 心斎橋Pangeaにて凛/流血ブリザード ツーマン公演「狂喜!!鬼畜地下線集会」開催。3月20日 ベスト・アルバム「Reflect of Killing Fleur」発売。3月30日 川崎CLUB CITTA'にてKISAKIバンド活動20周年記念イベント 「C'est la vie〜REMAIN OF THE 2OTH YEARS HISTORY〜」開催。5月3日 大阪BIG CATにて開催されたUNDER CODE PRODUCTION 10TH ANNIVERSARY LAST EVENT「日本制圧FINAL-since 2003〜2013-」出演。UNDER CODE PRODUCTION10年間の活動に終止符。6月1日 シングル「Obscure Ideal」発売。6月12日 心斎橋CLUB DROPにて凛/流血ブリザード ツーマン公演「狂喜!!鬼畜地下線集会-リターンズ-」開催。6月15日 台湾Legacy-Taipeiにてワンマン公演「Obscure Extra Show」開催。6月20日 UNDER CODE PRODUCTION Treasure Book「ARCHIVES 2003〜2013」(DVD付)発売。6月30日 大阪BIG CATにて3rd ANNIVERSARY&無期限活動休止ワンマン公演「Obscure Ideal 〜Judgement of fortune〜」開催。7月3日 UNDER CODE PRODUCTION LAST COLLABORATION「D・N・A」名義でhideトリビュート・アルバム「hide TRIBUTE II -Visual SPIRITS-」参加。12月25日 OSAKA MUSEにてKISAKIバンド活動20周年記念イベント最終章 「C'est la vie〜REMAIN OF THE 2OTH YEARS HISTORY〜」開催。KISAKI歴代バンドの曲を網羅したスペシャルバンド「SchwarzVrain」一夜限りのワンマン公演。
- 2014年1月11日 台北PIPE Live MusicにてKISAKI Returns to Taipei「C'est la vie 〜REMAIN OF THE 20TH YEARS HISTORY〜台灣編」開催。「KISAKI SPECIAL BAND」名義で出演。3月9日 心斎橋BASSOにて「凛」一日復活公演「FREEDOM20140309」開催。ライブ会場限定シングル「Slander Crime」発売。3月20日 KISAKI以外のメンバーを入れ替え第二章「凛」復活表明。4月21日 音楽誌「Cure」誌上限定シングル、「Sacred Xanadu」発売。4月26日 OSAKA MUSEで開催された「KANSAI ROCK SUMMIT'14 EXPLOSION CIRCUIT」にシークレット出演。6月1日 池袋LIVE INN ROSAにて完全復活公演「Sacred illusionism～Battle Revival～」開催。6月11日 OSAKA MUSEにて完全復活公演「Sacred illusionism～Battle Revival～」開催。6月12日 OSAKA MUSE皮切りに凛×Jupiter×Black Gene For the Next Sceneカップリングツアー全3本「Battle For Clans Tour 【V3】」開催。6月25日 オムニバスアルバム「妖幻鏡-WEST- The Conquet of NANIWA」参加。7月1日 高田馬場AREAを皮切りに全国ツアー全16本「Sacred illusionism」開催。7月23日 PLUG RECORDS west第一弾アーティストとしてシングル「Chaotic Resistance」発売。8月10日 台湾、台中文化創意園区で開催された大型フェス「HEART-TOWN FESTIVAL 2014」メインステージに出演。8月31日 梅田AKASOにて第二章「凛」初ワンマン公演「Sacred illusionism -FINAL-」開催。9月13日 高田馬場AREAを皮切りに全国ツアー全30本「Sacred illusionism」を開始。10月26日 オムニバスアルバム「Infinite」参加。同日博多DRUM SONを皮切りに凛 vs CELL カップリングツアー全6本「Infinite～激震の時～」開催。12月24日 ミニアルバム「Recollection of Phoenix」、発売。12月25日 OSAKA MUSEにてCD発売記念主催イベント「Exalted Masquerade -a Holy X'mas-」開催。12月31日 OSAKA RUIDOで開催されたオールナイトイベント「なにわ魂～関西制圧2014-2015～」にカウントダウンアクトとして出演。
- 2015年1月20日 LIVE DVD「Sacred illusionism」発売。1月24日 池袋EDGEにて第二章 凛東京初ワンマン公演「Genesis of Empathize FINAL-回想録-」開催。1月25日 池袋EDGEにて第二章 凛東京初ワンマン公演「Genesis of Empathize FINAL-追想録-」開催。3月10日 大阪BIG CATを皮切りに全国ツアー全17本「Memento-mori」を開催。3月16日 池袋CYBERを皮切りに凛 VS AvelCain東名阪ツーマンツアー全3本「the end of envy」を開催。3月25日 黒夢 RESPECT ALBUM「REVISION UNDERWEAR」参加。4月15日 シングル「Memento-Mori」発売（ゲスト奏者：人時/プロデューサー：根本尚司）。5月31日 新宿ReNYにて第二章「凛」1st ANNIVERSARYワンマン公演「Memento-Mori～Embrace of Utopia～」を開催。6月11日 高田馬場AREAを皮切りに全国ツアー全32本「Unlimited Aesthetic」を開催。6月24日 梅田Zeelaを皮切りに凛×THE BEETHOVEN×Femme Fatale東名阪ンカップリングツアー全3本「Blazing Trianglum」を開催。8月5日 オムニバスアルバム「妖幻鏡 -WEST- Vol.2 ～大阪・名古屋連合～」参加。9月9日 シングル「Dedicate to Graveyard」発売。10月27日・28日 SHIBUYA-REXにて主催イベント「Unlimited Aesthetic～Halloween Night 4Days～」を開催。10月30日・31日 OSAKA MUSEにて主催イベント「Unlimited Aesthetic～Halloween Night 4Days～」を開催。11月7日 梅田Zeelaにて東名阪ラストワンマンツアー「Dedicate to Graveyard～Everlasting Wish～」を開催。11月8日 名古屋HOLIDAY NEXTにて東名阪ラストワンマンツアー「Dedicate to Graveyard～Everlasting Wish～」を開催。11月22日 新宿BLAZEにて東名阪ラストワンマンツアー「Dedicate to Graveyard～Everlasting Wish～」を開催。活動休止。12月1日 解散表明。12月30日 オムニバスLIVE DVD「mine Presents 『CYBER CIRCUS TV』FEST FES 2015」参加。
- 2016年2月24日 MEMORIAL BEST BOX 「the end of corruption world」発売。3月8日-10日 新宿ReNYにて主催イベント「the end of corruption world～KISAKI 40TH BIRTHDAY EVENT～」を開催。3月20日 なんばHatchにて解散ライブ「the end of corruption world」を開催。解散。9月18日 大阪BIG CATにて開催された「GLAM POP WORLD～1990年代 大阪バンド 大集結祭り～」にKISAKI SESSION BANDとして友情出演。12月16日 新宿ReNYにて開催されたイベントに「KISAKI PROJECT feat.Hitomi」としてゲスト出演。完売。
- 2018年3月31日 新宿BLAZEにてMIRAGE&Matina 20TH ANNIVERSARY YEAR 「BURIAL OF EPISODE -TOKYO-」を開催。MIRAGE新作シングル「BURIAL」、LIVE CD「LIVE ARCHIVE 1997~1999」発売。8月25日 大阪バナナホールにてBar「Paradox」15th Anniversary「パラソニ・スペシャル」を主催。完売。10月20日 大阪アムホールにてMIRAGE&Matina 20TH ANNIVERSARY YEAR 「BURIAL OF EPISODE -OSAKA-」を開催。

## 人物
16歳の頃からバンドのローディーなど音楽活動に携わり、18歳でLa:Sadie's結成（現DIR EN GREYのメンバー4人が在籍していた）、20歳でMatinaを設立。
ロックマガジン「ROCK and READ」インタビュー内で、KISAKIは「自分より他人のために何ができるかを考えている」と述べている。
ボーカルに特に強いこだわりを持っている。バラードを魅力的に歌える人が好きであるとの事。
Matina時代からプロデュースをしてきたヴィドールとは仲が良く、特にボーカルのジュイ、ベースのラメとの親交は深い。またこの2人は、Phantasmagoriaのラストライブにあたり、自身の予定に都合をつけて駆け付けている。

## バンド歴
- Stella Maria
- La:Sadie's
- MIRAGE
- Syndrome
- KISAKI PROJECT
- Phantasmagoria
- 凛-the end of corruption world-

## KISAKI PROJECT feat.砂月
「KISAKI PROJECT 第二章」と称して活動を開始。ボーカルに元RENTRER EN SOIの砂月を迎えている。

### 活動遍歴
2011年11月27日、赤坂BLITZにて行われたKISAKI主催によるイベント「輪‧廻‧転‧生〜A RETURN of "VISUAL MONSTER"〜」でデビュー。2012年12月21日、SHIBUYA-REX公演をもって第二章終了。

### ディスコグラフィ

#### シングル
1. 消影（2011年11月1日 通信販売限定）
2. 想~Twinkle Vitality~（2012年2月15日）

#### アルバム
1. 壊詞〜an ideal of beauty Desperate〜（2012年10月31日）

## UNDER CODE PRODUCTION
KISAKIが代表を務めるインディーズレーベル。2003年3月設立。2013年5月3日解体。

### 元所属アーティスト
- ヴィドール (2003年-2007年：2009年メジャー・デビュー。2011年解散)
- Mist of Rouge (2003年)
- マカロニ (2003年)
- マーディレイラ (2003年-2004年解散)
- HISKAREA (2003年-2004年解散)
- カレン (2003年-2006年解散)
- 12012 (2003年-2007年、2007年メジャー・デビュー)
- 妃&関西貴族 (2003年-2007年)
- KISAKI PROJECT (2003年-2012年)
- Visage (2004年)
- Se'ikspia (2004年)
- ANTI KRANKE (2004年)
- cious pi cious (2004年)
- シュガーフォークフル (2004年：2005年解散)
- 秘密結社コドモA (2004年-2007年改名)
  - キボウ屋本舗 (2007年-2008年解散)
- Phantasmagoria (2004年-2010年解散)
- 音鬼 (2005年)
- Pashya (2006年-2007年解散)
- SIVA (2006年-2009年解散)
- Arc (2006年-2011年解散)
- Dali (2006年-2012年解散)
- attic (2007年)
- Bloodly-clown (2007年)
- HARVEST (2007年)
- Marvelous Maiden (2007年)
- VAGERKE (2007年-2008年)
- hurts (2007年-2008年解散)
- Anjyu' (2007年-2008年解散)
- chariots (2007年-2012年)
- ネガ (2007年-2013年解散)
- Deshabillz (2008年)
- ゾディア (2008年解散)
- Lamina (2008年-2009年解散)
- brodiaea (2008年-2009年解散)
- ClearVeil (2008年-2010年解散)
- E'm 〜grief〜 (2008年-2010年活動休止)
- 平成維新 (2008年-2010年ボーカル死去により解散)
- Megaromania (2008年-2013年解散)
- 水風船 (2009年)
- Kneuklid Romance (2009年)
- ロットマン (2009年)
- Synside (2010年-2011年解散)
- PERESTROIKA (2010年-2011年活動終了)
- シンディケイト (2010年-2013年解散)
- 凛 (2010年-2013年)
- 怪奇!!動物アジテーター (2011年)
- FUTURISM・BOYZ (2011年-2012年)
- Cu［be］ (2011年-2012年：2013年解散)
- Vior gloire (2011年-2012年:2013年解散)
- 朱 (スザク) (2011年-2012年:2013年活動休止)
- REALies (2011年-2013年:2015年解散)

### コンピレーション・アルバム/DVD
| 発売日         | タイトル                                          | 規格品番 |
| -------------- | ------------------------------------------------- | -------- |
| 2003年04月10日 | Matina 最終章～FINAL PRELUDE～                    | UCDV-1   |
| 2003年11月08日 | HIGH STYLE PARADOX                                | UCSP-001 |
| 2004年02月25日 | High Style Paradox 2                              | UCDV-005 |
| 2004年06月30日 | Decadance 2004～SPLEEN & IDEAL                    | UCCD-035 |
| 2004年07月28日 | CROSS GATE 2004～Neo Locus～                      | UCSP-002 |
| 2004年09月01日 | ラメタン祭り 2004                                 | UCDV-9   |
| 2005年03月02日 | High Style Paradox 4                              | UCCD-056 |
| 2005年04月06日 | 関西制圧 2004～2005                               | UCDV-014 |
| 2005年11月09日 | HIGH STYLE PARADOX SPECIAL:RARE TRACK COLLECTIONS | UCCD-074 |
| 2006年05月31日 | PLEASURE of DESTRUCTION                           | UCCD-097 |
| 2006年05月31日 | 日本制圧 -Bands@id ch-                            | UCDV-026 |
| 2006年05月31日 | 日本制圧-2005.11.30 東京LIQUIDROOM ebisu-         | UCDV-025 |
| 2007年02月14日 | Decadence2007:HUMAN VICIOUS                       | UCCD-120 |
| 2007年10月17日 | Tribute to Phantasmagoria                         | UCCD-148 |
| 2007年11月14日 | キュピア Vol.1                                    | KPCD-001 |
| 2008年03月05日 | High Style Paradox5～NEW BORN"organization"～     | UCDV-051 |
| 2008年03月26日 | CROSS GATE 2008～chaotic sorrow～                 | UCSP-007 |
| 2009年03月04日 | The End of Missing                                | UCCD-217 |
| 2011年01月26日 | STAND UP SONIC                                    | UCCD-280 |
| 2011年04月27日 | Explosion showcase                                | UCSP-008 |
| 2011年06月22日 | UNITED LINK for JAPAN                             | UCCD-288 |
| 2011年06月22日 | DYNAMITE EXPLOSION -2011.3.10 OSAKA BIG CAT-      | UCDV-062 |
| 2012年04月11日 | NEXT INNOVATORS                                   | UCCD-314 |
| 2013年07月24日 | High Style Paradox 2003～2013                     | UCSP-009 |